# Miserere (Górecki)
Pour les articles homonymes, voir Miserere.
Miserere (op. 44) est une œuvre pour chœur mixte a cappella composée par Henryk Górecki en 1981.

## Historique
Cette œuvre pour chœur, écrite par Górecki du 23 février au 27 juin 1981 à Katowice, fait partie d'un ensemble de trois œuvres pour chœur op. 44-46 écrites cette année-là. L'opus 44 devenu un Miserere est le travail choral le plus abouti du compositeur notamment en raison du très grand nombre de chanteurs (environ 120) qu'il requiert pour son exécution. Il fut composé lors de la violente répression policière du mouvement Solidarność dans la ville de Bydgoszcz où le mouvement de démocratisation fut initié et auquel il est dédicacé.
Une censure gouvernementale frappa ce Miserere jusqu'en 1987 où, bien qu'encore frappé de censure officielle,  il fut enfin donné en première mondiale le 10 septembre 1987 dans l'église Saint-Stanislas de Włocławek. Le lendemain, l'œuvre fut également donnée à Bydgoszcz par le chœur local sous la direction de Stanislaw Krawozynski.

## Structure
Miserere est composé d'un mouvement unique divisé en onze sections ou « paragraphes » (selon le terme du spécialiste de Górecki, Adrian Thomas :
1. Lento, implorant
2. Lento, implorant, dolce cantabile
3. Lento, implorant, poco espressivo
4. Lento, implorant, molto espressivo
5. Meno mosso, lento molto tranquillo, implorant tendrement
6. Molto lento, poco piu mosso ma lento assai, implorant plaintivement
7. Molto lento, lento maestoso
8. Lento, implorant, affettuoso
9. Poco piu mosso, lento moderato, molto espressivo, molto appassionato
10. Lento
11. Lento, tranquillisimo, cantabilissimo, dolcissimo, implorant

Le chœur est divisé en huit voix (soprano I, soprano II, alto I, alto II, ténor I, ténor II, basse I, basse II). Le premier paragraphe ne fait intervenir que les basses II, et chaque paragraphe successif ajoute une voix à la texture, de bas en haut. Au septième paragraphe, il ne resterait à ajouter que les sopranos I, mais Górecki repousse leur entrée au neuvième paragraphe. De cette technique résulte un effet d'accumulation progressive, sous la forme d'une arche immense dont le sommet est atteint au dixième paragraphe.
Les dix premiers paragraphes sont chantés sur les trois mots « Domine Deus noster » (« Seigneur notre Dieu »). Le onzième et dernier paragraphe se réserve le texte « Miserere nobis » (« prends pitié de nous »).
Comme c'est souvent le cas dans ses partitions, Henryk Górecki indique le minutage de chaque paragraphe. D'un long et lent développement progressif, l'exécution dure environ 35 minutes.

## Discographie
- Miserere, Chicago Symphony Chorus & Chicago Lyric Opera Chorus, John Nelson (dir.), Nonesuch Records, 1994
- Miserere, Chœur de la radio suédoise et Chœur de chambre Eric Ericson, Tonu Kaljuste (dir.), Caprice Records, 1995
- Miserere, Cracow Choral Society, Malgorzata Orawska (dir.), Koch, 1999
- Miserere, Danish National Choir, Jesper Grove Jørgensen (dir.), Chandos Records, 2006
- Miserere, Los Angeles Master Chorale, Grant Gershon (dir.), Decca Records, 2012